# Szabó István (bűvész, 1925–2012)
Id. Szabó István (Zalalövő, 1925. március 25. – Budapest, 2012. június 16.) bűvész, a Figaro Bűvészbolt alapítója. Eredeti foglalkozása fodrászmester. Művészneve is innen származik: Figaro. A vendégkör egyik tagjától, Herczegh Jánostól tanult bűvészkedni. 1946 óta bűvészkedett.
Műsorában borbélyt alakított, a Figaro-műsorban különös fodrászkellékek kaptak szerepet (tűztálak, borotva, láng, cigaretta stb.). A belépő cigarettamanipuláció közben a borbélycégtáblát utánzó bűvészasztalon lángoló betűkkel égett ki a Figaro felirat. Rengeteget utazott külföldön, műsorával bejárta Európát.
Fia, ifj. Szabó István szintén bűvész volt.

## A Figaro Bűvészbolt
Mivel külföldön sok bűvészüzletben járt, megfordult a fejében, hogy itthon kellene ilyet csinálni. 1969. március 5-én nyitotta meg a Figaro bűvészboltot, amely kezdetben albérletben működött egy fotóműteremmel közösen a Bartók Béla út 31. szám alatt, majd pár év múlva önálló lett (ez nem volt mindennapos dolog akkoriban, mert nagyon kevés magánkézben lévő üzlet volt országszerte). Először saját készítésű kellékeket árultak, majd az akkori neves bűvészek (például Kútvölgyi, Dragos) által készített eszközökkel bővült a kínálat. A Figaro Bűvészbolt immár 40 éve meghatározó fontosságú a magyar bűvészet történetében, a ma dolgozó bűvészek túlnyomó többsége megfordult itt kisgyerekként.
Fiával, ifj. Szabó Istvánnal a '70-es évektől kezdve rendszeresen jártak külföldre, kongresszusokra. A különleges Figaro-kellékeknek (például táncoló bot) nagyon nagy sikere volt mind a kereskedők, mind a külföldi bűvészek körében. 30 éven keresztül Európa minden jelentős bűvészkongresszusán árusították (például FISM, vagy a legendás Magic Hands kongresszusok). 1998-tól Európában egyedi bőr tárcák exportálásával kezdtek foglalkozni.
Az üzlet 2001-ben jelentősen átalakult, felújították és a kínálat is jelentősen bővült. 2003-tól jelennek meg egy-egy témát feldolgozó füzeteik, 2004-től pedig saját kiadású DVD-ik. Nemzetközi kínálattal, gondosan válogatott eszköztárral várják a vásárlókat, 2008-tól már honlapjukon is.
Itt nagyon sok fajta kellék található: stand-up, close-up (mikromágia), kártyák, és a kezdő bűvészeknek való kellékek, trükkök.
Még túl a nyolcvanon is dolgozott a boltban.

## Díjak, kitüntetések
- 2006. október 28-án Corodini-emlékgyűrűvel ismerték el munkásságát.
- 2008. január 22-én Pro Cultura Újbuda díjjal tüntették ki.